# Балота (Мехедінць)
Балота (рум. Balota) — село у повіті Мехедінць в Румунії. Входить до складу комуни Прунішор.
Село розташоване на відстані 261 км на захід від Бухареста, 11 км на схід від Дробета-Турну-Северина, 86 км на північний захід від Крайови.

## Населення
За даними перепису населення 2002 року у селі проживали 123 особи.
Національний склад населення села:
| Національність | Кількість осіб | Відсоток |
| -------------- | -------------- | -------- |
| румуни         | 97             | 78,9%    |
| угорці         | 26             | 21,1%    |

Рідною мовою назвали:
| Мова      | Кількість осіб | Відсоток |
| --------- | -------------- | -------- |
| румунська | 97             | 78,9%    |
| угорська  | 26             | 21,1%    |